# Tatenda Mkuruva
Tatenda Mkuruva (né le 1er avril 1996 au Zimbabwe) est un joueur de football international zimbabwéen, qui évolue au poste de gardien de but.

## Biographie

### Carrière en sélection
Il joue son premier match en équipe du Zimbabwe le 13 juin 2015, contre le Malawi. Cette rencontre gagnée sur le score de 1-2 rentre dans le cadre des éliminatoires de la Coupe d'Afrique des nations 2017.
En janvier 2016, il participe au championnat d'Afrique des nations organisé au Rwanda. Il joue deux matchs lors de cette compétition.
Il participe ensuite en juin 2016 à la Coupe COSAFA qui se déroule en Namibie. Lors de cette compétition, il joue trois matchs.
En janvier 2017, il est retenu par le sélectionneur Callisto Pasuwa afin de participer à la Coupe d'Afrique des nations 2017 organisée au Gabon. Lors de cette compétition, il prend part aux trois matchs disputés par son équipe. Il joue à cet effet contre l'Algérie, le Sénégal et la Tunisie, avec pour résultats un nul et deux défaites.

## Palmarès
Dynamos
- Championnat du Zimbabwe (1) :
  - Champion : 2014.
  - Vice-champion : 2015.

- Trophée de l'Indépendance (1) :
  - Vainqueur : 2015.